# Michel Boermans

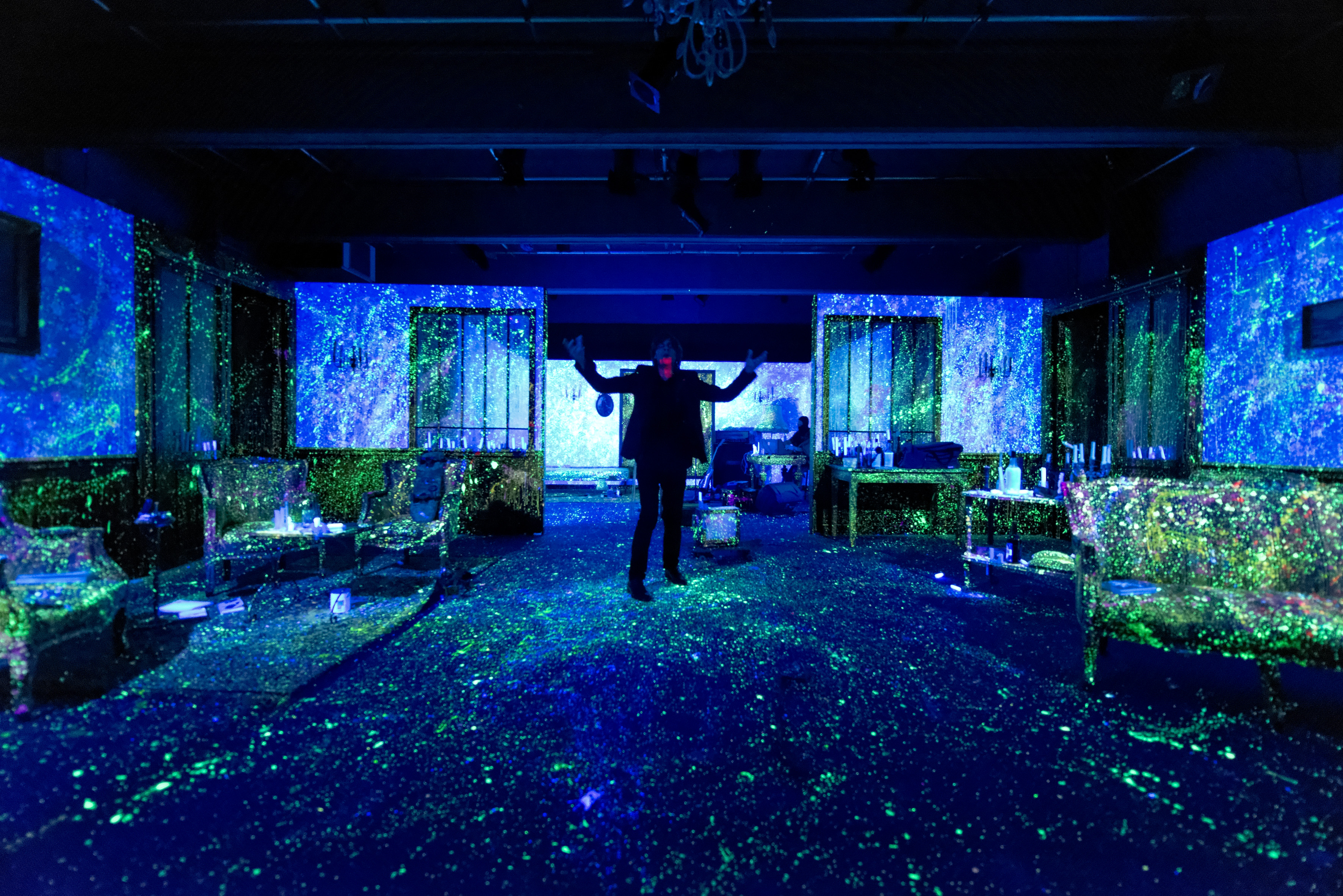
Spectacle au Théâtre Océan Nord, photo Michel Boermans, 2014.

Michel Boermans, né à Liège le 3 mai 1956, est un scénographe, concepteur d’espaces sonores, éclairagiste et costumier, photographe de plateau, professeur à l'INSAS et co-directeur de théâtre belge.
Il a cofondé avec Isabelle Pousseur le Théâtre du Ciel Noir (1982) devenu le Théâtre Océan Nord.

## Biographie
De 1978 à 1984, Michel Boermans partage avec Marc Liebens, Janine Patrick et Michèle Fabien  l'aventure de l'Ensemble Théâtral Mobile ; en charge de la régie, il assure la direction technique et crée scénographies et décors tout en travaillant, de 1980 à 1983, comme réalisateur radio  à la Radio-télévision belge de la Communauté française (RTBF). 
Parallèlement, il suit les cours de l'Institut national supérieur des arts du spectacle et des techniques de diffusion, option théâtre, et y est diplômé en 1982 avec la plus grande distinction, ayant présenté comme mémoire « Attention, l'emballage est consigné : scénographies et aménagements réalisés rue de la Caserne entre janvier 80 et décembre 81 ».
Dès l'année suivante, il y est chargé de cours puis professeur de scénographie. De 1990 à 2021, il coordonne la pédagogie du département Théâtre de cette école et, à ce titre, la représente depuis 2011 dans le réseau européen d’écoles supérieures d’arts du spectacle « École des écoles ».
En 1985, il rejoint le Théâtre du Ciel Noir pour assurer la scénographie, la direction technique et diverses créations d’éclairage ou de sonorisation pour la plupart des spectacles d'Isabelle Pousseur sur les scènes du Théâtre de la Place, du Théâtre national Wallonie-Bruxelles, de l’Atelier Sainte Anne, du Festival d'Avignon, de la Comédie de Genève, de l’Opéra de Montpellier. Le répertoire comporte des pièces d'Arthur Adamov, Franz Kafka, Heiner Müller, Bernard-Marie Koltès, Marivaux, Georg Büchner, William Shakespeare, Claudio Monteverdi, Imre Kertész, Lars Norén, Sarah Kane…
Le Théâtre du Ciel Noir s'est transformé en Théâtre Océan Nord et occupe, depuis 1996, un ancien garage de la Rue Vandeweyer à Schaerbeek, l'une des 19 communes de Bruxelles, la capitale belge. Michel Boermans a dirigé et participé aux travaux nécessaires pour transformer le lieu en divers espaces, d'accueil pour le public, de répétitions et loges pour les comédiens, et spectacle. Depuis 2001, il assure la conception graphique et visuelle de la compagnie.
Dans la foulée de la menace de disparition du Théâtre National en 2001, il propose et participe à la création d’une Fédération des professionnels des Arts de la Scène, la  FAS, qui fédère les différentes associations qui existaient et celles qui se sont créées depuis dans ce secteur. Il en assure la coordination de 2001 à 2006 et à ce titre prend une part active à la négociation des décrets sur le secteur professionnel des Arts de la scène et sur celui relatif aux Instances d’avis ainsi qu’à l’élaboration du modèle du Théâtre des Doms, vitrine de la scène belge francophone en Avignon, dépendant de la Communauté française de Belgique.
Michel Boermans a réalisé les décors des films Les Années 80 et Golden Eighties de Chantal Akerman.
Il poursuit un travail personnel de photographe et de réalisateur sonore.

## Publications
- Michel Boermans, « Effacer les traces », Études théâtrales, vol. 1 - Processus et paroles de scénographes, no 53,‎ janvier 2012, p. 103-109 (lire en ligne, consulté le 27 juin 2025).
- Michel Boermans, « La mise en scène, une synthèse possible », Théâtre/Public, vol. Enseigner la mise en scène, no 230,‎ avril 2018, p. 48-49 (lire en ligne, consulté le 27 juin 2025).

## Reconnaissance
- Prix Maeterlinck de la critique pour sa scénographie de 4:48 Psychose de Sarah Kane, mise en scène d’Isabelle Pousseur, au Théâtre Océan Nord, Bruxelles.